# Конаду, Нана
Нана Конаду (англ. Nana Yaw Konadu; род. 15 февраля 1964) — ганский боксер-профессионал выступавший в легчайшей, наилегчайшей, второй наилегчайшей и полулегкой весовых категориях. Чемпион мира по версиям: WBA, WBC и IBC.

## Карьера
Нана Конаду дебютировал на профессиональном ринге 25 мая 1885 года победив Джорджа Фриимана. 17 декабря того же боя провёл свой первый титульный поединок за пояс чемпиона в наилегчайшем весе по версии Западного Африканского боксерского союза, провёл три успешные защиты титула. 13 декабря 1986 года завоевал титул чемпиона в наилегчайшем весе по версии Африканского боксёрского союза, а 10 октября 1987 года завоевал титул чемпиона стран Содружества (Британской империи) в наилегчайшем весе.
10 декабря 1988 года выиграл вакантный титул чемпиона по версии Африканского боксёрского союза в легчайшем весе. 11 марта 1989 года выиграл титул интернационального чемпиона по версии WBC во втором наилегчайшем весе. 7 ноября 1989 года победил единодушным судейским решением мексиканца Хильберто Романа и выиграл титул чемпиона мира во втором наилегчайшем весе по версии WBC, но уже 20 января 1990 года проиграл титул корейскому боксеру Мун Сон Гилю. 16 марта 1991 года вновь проиграл проиграл Мун Сон Гилю в чемпионском бою. 25 октября 1991 года выиграл вакантный титул чемпиона мира по версии IBC в бою против колумбийца Хуана Поло Переса. 
28 января 1996 года выиграл титул чемпиона мира по версии WBA в легчайшем весе. 27 октября 1996 года уступил титул тайскому боксёру Даорунгу Чуватана, но 21 июня 1997 года победил его техническим нокаутом и вернул себе титул. 1 февраля 1998 года провёл успешную защиту титула против венесуэльца Авраама Торреса. 5 декабря 1998 года уступил свой титул американскому боксёру Джонни Тапире. 
12 мая 2001 года провёл свой последний поединок против пуэрториканца Даниэля Седа за титул WBA Fedelatin, бой завершился победой Седа техническим нокаутом в 9-м раунде.
За свою карьеру Конаду провёл 47 поединков, 41 выиграл (32 досрочно), 5 проиграл (2 досрочно) и 1 завершился ничьей.